# 1855 en mathématiques
Cet article présente les faits marquants de l'année 1855 en mathématiques.

## Naissances
- 17 mars : Kikuchi Dairoku (mort en 1917), mathématicien et homme politique japonais.
- 17 mai : Victor Gustave Robin (mort en 1897), mathématicien français.
- 17 août : Ettore Caporali (mort en 1886), mathématicien italien.
- 27 septembre : Paul Appell (mort en 1930), mathématicien français.
- 21 octobre : Giovanni Battista Guccia (mort en 1914), mathématicien italien.

## Décès
- 23 février : Carl Friedrich Gauss (né en 1777), mathématicien allemand.
- 14 mars : Edward Ffrench Bromhead (né en 1789), naturaliste et mathématicien irlandais.
- 10 mai : Gaspard-Michel Pagani (né en 1796), mathématicien italien.
- 6 octobre : August Leopold Crelle (né en 1780), mathématicien et ingénieur en architecture allemand.
- 18 décembre : Charles Sturm (né en 1803), mathématicien français d'origine allemande.